# Xie Daoyun
Xie Daoyun (en xinès tradicional: 謝道韞; en xinès simplificat: 谢道韫; en pinyin: Xiè Dàoyùn) (Henan, 340-399) fou una filòsofa, poetessa, escriptora, acadèmica, cal·lígrafa i oradora xinesa de la dinastia Jin influenciada pel taoisme i el confucianisme. Nascuda a Henan en el si d'una distingida família pertanyent a la noblesa i un dels pilars de defensa de la dinastia Jin. Filla de Xie Yi, qui fou un general que pertanyia a un dels grups d'immigrants del nord que van entrar a la Xina durant el període de desunió després de l'esfondrament de la dinastia Han, i de mare desconeguda. Malgrat no saber-se res de la mare, es coneix que aquesta donà a llum a cinc altres fills a més de Xie Daoyun.
Es coneix també que el seu oncle Xie An passava força temps amb les seves nebodes i nebots i els realitzà una prova sobre literatura i filosofia en la qual la jove Xie Daoyun superà en nota als seus germans i cosins. Posteriorment Xie Daoyun defensaria al seu oncle contra les crítiques de Huen Xuan.
Es casà amb Wang Ningzhi, fill d'un famós cal·lígrafa, amb qui tingué diversos fills. Xie Daoyun i els seus fills van acompanyar Wang Ningzhi a Jingzhou, quan aquest es va convertir en inspector regional. Quan Sun En inicià una rebel·lió, prometé intervenció divina, però com que no va succeir, ell i els seus fills foren assassinats pels rebels. Xie Daoyun i les seves criades varen anar a conèixer els rebels i es diu que en va matar diversos abans de ser presa com a presonera. Quan el líder rebel Sun En va planejar matar el seu net, li digué que la matés a ella primer. Després d'això, va posar fi a la vida del noi. Xie Daoyun va tornar a Shaoxing on passà la resta dels dies a la casa Wang.
Hi ha diversos escrits que parlen de Xie Daoyun significativament així com en el Llibre de Jin on es recull la seva biografia. Aquest llibre afirma que Xie Daoyun fou bastant popular entre els seus contemporanis, considerada com a símbol de talent femení durant el seu temps i dinasties posteriors. El Sanzijing també explica la seva història i hi ha una composició musical de la dinastia Ming sobre les trobades de Xie Daoyun i el seu oncle Xie An.